# バット、アル＝フトゥム、アル＝アインの考古遺跡群
バット、アル＝フトゥム、アル＝アインの考古遺跡群（バット アル＝フトゥム アル＝アインのこうこいせきぐん）は、オマーンにあるユネスコの世界遺産登録物件の一つ。アフダル山に残るバットのネクロポリスと、その2 km 西に位置するアル＝フトゥムの塔、バットの南東 22 km に位置するアル＝アインのネクロポリスなどが登録されている。

## 概要
バットの遺跡などが残るマガン（Magan）地方は、紀元前3千年紀には、遠く離れたメソポタミアの地にまで銅を輸出していたとされる。当時のマガン地方の実態は未解明の部分が多く、1972年に発掘が始まったバットの遺跡の調査は、その解明に寄与するものと期待された。
オマーンはバットの遺跡を「バットのネクロポリス」（the Necropolis of Bat）として世界遺産に推薦したが、1987年の審議ではICOMOSによって延期が勧告された。ICOMOSは遺跡が持つ重要性を認めつつも、近隣の重要な遺跡群が対象となっていないことなどを延期理由としていた。
ICOMOSは延期勧告の中でアル＝アインの遺跡を挙げ、その保存状態の良さを評価していた。1988年の世界遺産委員会では、バットにアル＝アイン、アル＝フトゥムの遺跡を加えて再審議が行われた結果、世界遺産登録が決定した。
登録にあたっては、オマーンの類似した遺跡の中で、さらに世界的に見ても同じ時期の墓地遺跡群としては、これらが非常に優れたものである点や、蜂の巣状の墓所などの多彩な墓地形態の遺跡群が、この地方での葬送儀礼の変遷を考える上で重要であることなどが評価された。

## 登録基準
この世界遺産は世界遺産登録基準のうち、以下の条件を満たし、登録された（以下の基準は世界遺産センター公表の登録基準からの翻訳、引用である）。
- (3) 現存するまたは消滅した文化的伝統または文明の、唯一のまたは少なくとも稀な証拠。
- (4) 人類の歴史上重要な時代を例証する建築様式、建築物群、技術の集積または景観の優れた例。